# Trauma (EP)
Trauma es el nombre de una EP del grupo Agnus Dei lanzado en el 2005.

## Canciones
- Quimiofrenia	04:21
- Vudu	03:51
- Lágrimas rojas	02:59	[
- Cuando la conciencia calla	03:52
- Agnus Dei	03:38
- Solo	03:14
- Alma matter	03:18